# Nephrotoma solomonis malaitana
Nephrotoma solomonis malaitana is een tweevleugelige uit de familie langpootmuggen (Tipulidae). De soort komt voor in het Australaziatisch gebied.